# Remind Me
«Remind Me» — песня американского кантри-певца и автора-исполнителя Брэда Пейсли, вышедшая 23 мая 2011 года в качестве третьего сингла с его 8-го студийного альбома This Is Country Music (2011) при участии кантри-певицы Кэрри Андервуд. Авторами песни выступили Brad Paisley, Chris DuBois, Kelley Lovelace. Сингл получил платиновый статус от Recording Industry Association of America а тираж превысил 2 млн копий к январю 2016 года.

## История
«Remind Me» достиг позиции № 1 в американском хит-параде кантри-музыки Billboard Hot Country Songs (18-й чарттоппер певца в этом основном хит-параде жанра кантри-музыки), и позиции № 38 Billboard Hot 100.
Песня получила положительные отзывы музыкальных критиков: Country Universe, Taste of Country, Roughstock, Zimbio.

## Музыкальное видео
Режиссёром музыкального видео выступил Deaton-Flanigen, а премьера состоялась в июле 2011 на CMT. Клип снимали около озера El Mirage Lake в Калифорнии

## Награды и номинации

### Academy of Country Music Awards
| Год  | Номинируемая работа | Категория                       | Результат |
| ---- | ------------------- | ------------------------------- | --------- |
| 2012 | «Remind Me»         | Vocal Collaboration of the Year | Номинация |

### American Country Awards
| Год  | Номинируемая работа | Категория                             | Результат |
| ---- | ------------------- | ------------------------------------- | --------- |
| 2012 | «Remind Me»         | Collaborative Music Video of the Year | Победа    |

### ASCAP Awards
| Год  | Номинируемая работа | Категория                       | Результат |
| ---- | ------------------- | ------------------------------- | --------- |
| 2012 | «Remind Me»         | Most Performed Song of the Year | Победа    |

### CMT Music Awards
| Год  | Номинируемая работа | Категория                       | Результат |
| ---- | ------------------- | ------------------------------- | --------- |
| 2012 | «Remind Me»         | Video of the Year               | Номинация |
| 2012 | «Remind Me»         | Collaborative Video of the Year | Победа    |

## Чарты

### Еженедельные чарты
| Чарт (2011)                         | Высшая позиция |
| ----------------------------------- | -------------- |
| Канада (Billboard Canadian Hot 100) | 33             |
| США (Billboard Hot 100)             | 17             |
| США (Billboard Hot Country Songs)   | 1              |

### Итоговые годовые чарты
| Чарт (2011)                  | Позиция |
| ---------------------------- | ------- |
| US Billboard Hot 100         | 82      |
| US Country Songs (Billboard) | 26      |

## Сертификации
| Регион | Сертификация  | Продажи   |
| --- | ------------- | --------- |
| США (RIAA) | 2× Платиновый | 2,152,000 |
| * Данные о продажах приведены только на основе сертификации. ^ Данные о тиражах приведены только на основе сертификации. |               |           |